# Karina Maruyama
Karina Maruyama (丸山 桂里奈?, Maruyama Karina; Tokyo, 26 marzo 1983) è un'ex calciatrice giapponese di ruolo attaccante.

## Carriera

### Nazionale
Nel ottobre 2002, Maruyama è convocata nella Nazionale maggiore in occasione della Coppa d'Asia 2003, dove esordisce nella partita contro Corea del Nord. Maruyama ha disputato anche il Mondiale 2003, Mondiale 2011, torneo olimpico 2004, torneo olimpico 2008 e torneo olimpico 2012 dove vinse la medaglia d'argento. In tutto, Maruyama ha giocato 79 partite con la Nazionale nipponica riuscendo a segnare 14 gol.

## Statistiche

### Cronologia presenze e reti in nazionale
| Cronologia completa delle presenze e delle reti in nazionale ― Giappone | Cronologia completa delle presenze e delle reti in nazionale ― Giappone | Cronologia completa delle presenze e delle reti in nazionale ― Giappone | Cronologia completa delle presenze e delle reti in nazionale ― Giappone | Cronologia completa delle presenze e delle reti in nazionale ― Giappone | Cronologia completa delle presenze e delle reti in nazionale ― Giappone | Cronologia completa delle presenze e delle reti in nazionale ― Giappone | Cronologia completa delle presenze e delle reti in nazionale ― Giappone |
| Data                                                                    | Città                                                                   | In casa                                                                 | Risultato                                                               | Ospiti                                                                  | Competizione                                                            | Reti                                                                    | Note                                                                    |
| ----------------------------------------------------------------------- | ----------------------------------------------------------------------- | ----------------------------------------------------------------------- | ----------------------------------------------------------------------- | ----------------------------------------------------------------------- | ----------------------------------------------------------------------- | ----------------------------------------------------------------------- | ----------------------------------------------------------------------- |
| 2-10-2002                                                               | Pusan                                                                   | Giappone                                                                | 0 – 1                                                                   | Corea del Nord                                                          | Giochi asiatici                                                         | -                                                                       |                                                                         |
| 4-10-2002                                                               | Changwon                                                                | Giappone                                                                | 3 – 0                                                                   | Vietnam                                                                 | Giochi asiatici                                                         | -                                                                       |                                                                         |
| 7-10-2002                                                               | Masan                                                                   | Corea del Sud                                                           | 0 – 1                                                                   | Giappone                                                                | Giochi asiatici                                                         | -                                                                       |                                                                         |
| 9-10-2002                                                               | Changwon                                                                | Giappone                                                                | 2 – 2                                                                   | Cina                                                                    | Giochi asiatici                                                         | -                                                                       |                                                                         |
| 11-10-2002                                                              | Masan                                                                   | Giappone                                                                | 2 – 0                                                                   | Taipei cinese                                                           | Giochi asiatici                                                         | -                                                                       |                                                                         |
| 12-1-2003                                                               | San Diego                                                               | Giappone                                                                | 0 – 0                                                                   | Stati Uniti                                                             | Amichevole                                                              | -                                                                       |                                                                         |
| 19-3-2003                                                               | Bangkok                                                                 | Giappone                                                                | 9 – 0                                                                   | Thailandia                                                              | Amichevole                                                              | 1                                                                       |                                                                         |
| 9-6-2003                                                                | Bangkok                                                                 | Giappone                                                                | 15 – 0                                                                  | Filippine                                                               | Coppa d'Asia 2003                                                       | -                                                                       |                                                                         |
| 11-6-2003                                                               | Bangkok                                                                 | Giappone                                                                | 7 – 0                                                                   | Guam                                                                    | Coppa d'Asia 2003                                                       | 2                                                                       |                                                                         |
| 13-6-2003                                                               | Bangkok                                                                 | Giappone                                                                | 7 – 0                                                                   | Birmania                                                                | Coppa d'Asia 2003                                                       | 1                                                                       |                                                                         |
| 15-6-2003                                                               | Bangkok                                                                 | Giappone                                                                | 5 – 0                                                                   | Taipei cinese                                                           | Coppa d'Asia 2003                                                       | 1                                                                       |                                                                         |
| 19-6-2003                                                               | Bangkok                                                                 | Giappone                                                                | 0 – 3                                                                   | Corea del Nord                                                          | Coppa d'Asia 2003                                                       | -                                                                       |                                                                         |
| 21-6-2003                                                               | Bangkok                                                                 | Giappone                                                                | 0 – 1                                                                   | Corea del Sud                                                           | Coppa d'Asia 2003                                                       | -                                                                       |                                                                         |
| 12-7-2003                                                               | Tokyo                                                                   | Giappone                                                                | 2 – 0                                                                   | Messico                                                                 | Qual. Mondiali 2003                                                     | 1                                                                       |                                                                         |
| 22-7-2003                                                               | Sendai                                                                  | Giappone                                                                | 5 – 0                                                                   | Corea del Sud                                                           | Tournament of 3 Nations                                                 | -                                                                       |                                                                         |
| 27-7-2003                                                               | Sendai                                                                  | Giappone                                                                | 0 – 0                                                                   | Australia                                                               | Tournament of 3 Nations                                                 | -                                                                       |                                                                         |
| 21-9-2003                                                               | Columbus                                                                | Giappone                                                                | 6 – 0                                                                   | Argentina                                                               | Mondiali 2003                                                           | -                                                                       |                                                                         |
| 18-4-2004                                                               | Tokyo                                                                   | Giappone                                                                | 7 – 0                                                                   | Vietnam                                                                 | Qual. Olimpiadi                                                         | 1                                                                       |                                                                         |
| 22-4-2004                                                               | Tokyo                                                                   | Giappone                                                                | 6 – 0                                                                   | Thailandia                                                              | Qual. Olimpiadi                                                         | 2                                                                       |                                                                         |
| 24-4-2004                                                               | Tokyo                                                                   | Giappone                                                                | 3 – 0                                                                   | Corea del Nord                                                          | Qual. Olimpiadi                                                         | -                                                                       |                                                                         |
| 26-4-2004                                                               | Hiroshima                                                               | Giappone                                                                | 0 – 1                                                                   | Cina                                                                    | Qual. Olimpiadi                                                         | -                                                                       |                                                                         |
| 6-6-2004                                                                | Louisville                                                              | Giappone                                                                | 1 – 1                                                                   | Stati Uniti                                                             | Amichevole                                                              | -                                                                       |                                                                         |
| 30-7-2004                                                               | Tokyo                                                                   | Giappone                                                                | 3 – 0                                                                   | Canada                                                                  | Amichevole                                                              | -                                                                       |                                                                         |
| 6-8-2004                                                                | Zeist                                                                   | Giappone                                                                | 2 – 0                                                                   | Paesi Bassi                                                             | Amichevole                                                              | -                                                                       |                                                                         |
| 11-8-2004                                                               | Volo                                                                    | Giappone                                                                | 1 – 0                                                                   | Svezia                                                                  | Olimpiadi 2004                                                          | -                                                                       |                                                                         |
| 14-8-2004                                                               | Atene                                                                   | Giappone                                                                | 0 – 1                                                                   | Nigeria                                                                 | Olimpiadi 2004                                                          | -                                                                       |                                                                         |
| 20-8-2004                                                               | Salonicco                                                               | Giappone                                                                | 1 – 2                                                                   | Stati Uniti                                                             | Olimpiadi 2004                                                          | -                                                                       |                                                                         |
| 18-12-2004                                                              | Tokyo                                                                   | Giappone                                                                | 11 – 0                                                                  | Taipei cinese                                                           | Amichevole                                                              | -                                                                       |                                                                         |
| 23-7-2005                                                               | Tokyo                                                                   | Giappone                                                                | 4 – 2                                                                   | Australia                                                               | Amichevole                                                              | -                                                                       |                                                                         |
| 1-8-2005                                                                | Jeonju                                                                  | Giappone                                                                | 0 – 1                                                                   | Corea del Nord                                                          | Coppa dell'Asia orientale                                               | -                                                                       |                                                                         |
| 6-8-2005                                                                | Taegu                                                                   | Giappone                                                                | 0 – 0                                                                   | Corea del Sud                                                           | Coppa dell'Asia orientale                                               | -                                                                       |                                                                         |
| 18-2-2006                                                               | Shizuoka                                                                | Giappone                                                                | 2 – 0                                                                   | Russia                                                                  | Amichevole                                                              | -                                                                       |                                                                         |
| 10-3-2006                                                               | Italia                                                                  | Giappone                                                                | 4 – 0                                                                   | Scozia                                                                  | Amichevole                                                              | -                                                                       |                                                                         |
| 12-3-2006                                                               | Venafro                                                                 | Giappone                                                                | 0 – 1                                                                   | Italia                                                                  | Amichevole                                                              | -                                                                       |                                                                         |
| 7-5-2006                                                                | Kumamoto                                                                | Giappone                                                                | 1 – 3                                                                   | Stati Uniti                                                             | Amichevole                                                              | -                                                                       |                                                                         |
| 19-11-2006                                                              | Chiba                                                                   | Giappone                                                                | 1 – 0                                                                   | Australia                                                               | Amichevole                                                              | -                                                                       |                                                                         |
| 23-11-2006                                                              | Karlsruhe                                                               | Giappone                                                                | 3 – 6                                                                   | Germania                                                                | Amichevole                                                              | 1                                                                       |                                                                         |
| 30-11-2006                                                              | Doha                                                                    | Giappone                                                                | 13 – 0                                                                  | Giordania                                                               | Giochi asiatici                                                         | -                                                                       |                                                                         |
| 4-12-2006                                                               | Doha                                                                    | Giappone                                                                | 4 – 0                                                                   | Thailandia                                                              | Giochi asiatici                                                         | -                                                                       |                                                                         |
| 7-12-2006                                                               | Doha                                                                    | Giappone                                                                | 1 – 0                                                                   | Cina                                                                    | Giochi asiatici                                                         | -                                                                       |                                                                         |
| 14-2-2007                                                               | Larnaca                                                                 | Giappone                                                                | 2 – 0                                                                   | Scozia                                                                  | Amichevole                                                              | -                                                                       |                                                                         |
| 18-2-2008                                                               | Chongqing                                                               | Giappone                                                                | 3 – 2                                                                   | Corea del Nord                                                          | Coppa dell'Asia orientale                                               | -                                                                       |                                                                         |
| 21-2-2008                                                               | Chongqing                                                               | Giappone                                                                | 2 – 1                                                                   | Corea del Sud                                                           | Coppa dell'Asia orientale                                               | -                                                                       |                                                                         |
| 24-2-2008                                                               | Chongqing                                                               | Cina                                                                    | 0 – 3                                                                   | Giappone                                                                | Coppa dell'Asia orientale                                               | -                                                                       |                                                                         |
| 10-3-2008                                                               | Cipro                                                                   | Giappone                                                                | 3 – 1                                                                   | Russia                                                                  | Cyprus Cup 2008                                                         | -                                                                       |                                                                         |
| 12-3-2008                                                               | Larnaca                                                                 | Giappone                                                                | 2 – 1                                                                   | Paesi Bassi                                                             | Cyprus Cup 2008                                                         | -                                                                       |                                                                         |
| 29-5-2008                                                               | Ho Chi Minh                                                             | Giappone                                                                | 1 – 3                                                                   | Corea del Sud                                                           | Coppa d'Asia 2008                                                       | -                                                                       |                                                                         |
| 31-5-2008                                                               | Ho Chi Minh                                                             | Giappone                                                                | 11 – 0                                                                  | Taipei cinese                                                           | Coppa d'Asia 2008                                                       | 2                                                                       |                                                                         |
| 5-6-2008                                                                | Ho Chi Minh                                                             | Giappone                                                                | 1 – 3                                                                   | Cina                                                                    | Coppa d'Asia 2008                                                       | -                                                                       |                                                                         |
| 8-6-2008                                                                | Ho Chi Minh                                                             | Giappone                                                                | 3 – 0                                                                   | Australia                                                               | Coppa d'Asia 2008                                                       | -                                                                       |                                                                         |
| 24-7-2008                                                               | Kobe                                                                    | Giappone                                                                | 3 – 0                                                                   | Australia                                                               | Amichevole                                                              | 1                                                                       |                                                                         |
| 29-7-2008                                                               | Tokyo                                                                   | Giappone                                                                | 2 – 0                                                                   | Australia                                                               | Amichevole                                                              | -                                                                       |                                                                         |
| 6-8-2008                                                                | Qinhuangdao                                                             | Giappone                                                                | 2 – 2                                                                   | Nuova Zelanda                                                           | Olimpiadi 2008                                                          | -                                                                       |                                                                         |
| 9-8-2008                                                                | Qinhuangdao                                                             | Giappone                                                                | 0 – 1                                                                   | Stati Uniti                                                             | Olimpiadi 2008                                                          | -                                                                       |                                                                         |
| 12-8-2008                                                               | Shanghai                                                                | Giappone                                                                | 5 – 1                                                                   | Norvegia                                                                | Olimpiadi 2008                                                          | -                                                                       |                                                                         |
| 15-8-2008                                                               | Qinhuangdao                                                             | Cina                                                                    | 0 – 2                                                                   | Giappone                                                                | Olimpiadi 2008                                                          | -                                                                       |                                                                         |
| 18-8-2008                                                               | Shanghai                                                                | Giappone                                                                | 2 – 4                                                                   | Stati Uniti                                                             | Olimpiadi 2008                                                          | -                                                                       |                                                                         |
| 21-8-2008                                                               | Pechino                                                                 | Giappone                                                                | 0 – 2                                                                   | Germania                                                                | Olimpiadi 2008                                                          | -                                                                       |                                                                         |
| 29-7-2009                                                               | Germania                                                                | Germania                                                                | 0 – 0                                                                   | Giappone                                                                | Amichevole                                                              | -                                                                       |                                                                         |
| 1-8-2009                                                                | Francia                                                                 | Francia                                                                 | 0 – 4                                                                   | Giappone                                                                | Amichevole                                                              | -                                                                       |                                                                         |
| 18-5-2011                                                               | Cary                                                                    | Stati Uniti                                                             | 2 – 0                                                                   | Giappone                                                                | Amichevole                                                              | -                                                                       |                                                                         |
| 18-6-2011                                                               | Matsuyama                                                               | Giappone                                                                | 1 – 1                                                                   | Corea del Sud                                                           | Amichevole                                                              | -                                                                       |                                                                         |
| 27-6-2011                                                               | Bochum                                                                  | Giappone                                                                | 2 – 1                                                                   | Nuova Zelanda                                                           | Mondiali 2011                                                           | -                                                                       |                                                                         |
| 5-7-2011                                                                | Augusta                                                                 | Giappone                                                                | 0 – 2                                                                   | Inghilterra                                                             | Mondiali 2011                                                           | -                                                                       |                                                                         |
| 9-7-2011                                                                | Wolfsburg                                                               | Germania                                                                | 0 – 1                                                                   | Giappone                                                                | Mondiali 2011                                                           | 1                                                                       |                                                                         |
| 17-7-2011                                                               | Francoforte sul Meno                                                    | Giappone                                                                | 2 – 2 dts (3 - 1 dtr)                                                   | Stati Uniti                                                             | Mondiali 2011                                                           | -                                                                       |                                                                         |
| 5-9-2011                                                                | Shandong                                                                | Giappone                                                                | 1 – 0                                                                   | Australia                                                               | Qual. Olimpiadi                                                         | -                                                                       |                                                                         |
| 11-9-2011                                                               | Jinan                                                                   | Cina                                                                    | 0 – 1                                                                   | Giappone                                                                | Qual. Olimpiadi                                                         | -                                                                       |                                                                         |
| 18-6-2012                                                               | Halmstad                                                                | Giappone                                                                | 1 – 4                                                                   | Stati Uniti                                                             | Amichevole                                                              | -                                                                       |                                                                         |
| 20-6-2012                                                               | Göteborg                                                                | Svezia                                                                  | 0 – 1                                                                   | Giappone                                                                | Amichevole                                                              | -                                                                       |                                                                         |
| 11-7-2012                                                               | Tokyo                                                                   | Giappone                                                                | 3 – 0                                                                   | Australia                                                               | Amichevole                                                              | -                                                                       |                                                                         |
| 31-7-2012                                                               | Cardiff                                                                 | Giappone                                                                | 0 – 0                                                                   | Sudafrica                                                               | Olimpiadi 2012                                                          | -                                                                       |                                                                         |
| 9-8-2012                                                                | Londra                                                                  | Giappone                                                                | 1 – 2                                                                   | Stati Uniti                                                             | Olimpiadi 2012                                                          | -                                                                       |                                                                         |
| 20-6-2013                                                               | Tosu                                                                    | Giappone                                                                | 1 – 1                                                                   | Nuova Zelanda                                                           | Amichevole                                                              | -                                                                       |                                                                         |
| 26-6-2013                                                               | Staffordshire                                                           | Inghilterra                                                             | 1 – 1                                                                   | Giappone                                                                | Amichevole                                                              | -                                                                       |                                                                         |
| 29-6-2013                                                               | Monaco di Baviera                                                       | Germania                                                                | 4 – 2                                                                   | Giappone                                                                | Amichevole                                                              | -                                                                       |                                                                         |
| 22-9-2013                                                               | Nagasaki                                                                | Giappone                                                                | 2 – 0                                                                   | Nigeria                                                                 | Amichevole                                                              | -                                                                       |                                                                         |
| 8-5-2014                                                                | Osaka                                                                   | Giappone                                                                | 2 – 1                                                                   | Nuova Zelanda                                                           | Amichevole                                                              | -                                                                       |                                                                         |
| 16-5-2014                                                               | Ho Chi Minh                                                             | Vietnam                                                                 | 0 – 4                                                                   | Giappone                                                                | Coppa d'Asia 2014                                                       | -                                                                       |                                                                         |
| Totale                                                                  |                                                                         | Presenze                                                                | 79                                                                      |                                                                         | Reti                                                                    | 14                                                                      |                                                                         |